# Zimna Woda (hromada)
Zimna Woda – hromada terytorialna w rejonie lwowskim obwodu lwowskiego Ukrainy. Siedzibą hromady jest wieś Zimna Woda. 

## Miejscowości hromady
W skład hromady wchodzą cztery miejscowości:
- Zimna Woda
- Chołodnowidka
- Łapajówka
- Skniłów
- Suchowola